# Cytadela w Namur
Cytadela w Namur – centralne dzieło fortyfikacyjne w Namur, wzniesione na wzgórzu u zbiegu rzek Sambry i Mozeli
Zasiedlone od czasów neolitycznych wzgórze w widłach rzek zostało po raz pierwszy ufortyfikowane w III w. n.e. Średniowieczny zamek, który następnie powstał w tym miejscu, składał się z właściwego zamku, otoczonego murem z basztami, w którym znajdowała się rezydencja hrabiów Namur, kościół, pomieszczenia administracyjne i gospodarcze, oraz, za fosą, zewnętrznego muru czterema wieżami, wzdłuż krawędzi skalistego wzgórza.
Konflikt między Karolem V a Franciszkiem I spowodował rozbudowę pogranicznych fortyfikacji z równoczesnym dostosowaniem ich do wzrastającej roli artylerii. W efekcie, po 1519 roku, zamek w Namur otrzymał zewnętrzne obwałowanie, w postaci dwóch bastionów z kazamatami dla dział, połączonych kurtyną. Kolejna rozbudowa nastąpiła w czasie wojny trzydziestoletniej (1618–1648), kiedy wzniesiono dzieło koronowe z dwoma półbastionami. Cytadela na wzgórzu osłaniała miasto z jednej strony, oddzielona od niego Sambrą, równocześnie blokując obie rzeki i zapewniając kontrolę nad ich dolinami. Słabością twierdzy było sąsiadujące wzgórze, z którego można było atakować cytadelę w dół wąwozu. W 1691 król Wilhelm III Orański wzmocnił obronę twierdzy kosztem 27 tys. florinów; kierownikiem prac był Menno van Coehoorn. Po rozbudowie, pierwszą linią umocnień (z przeciwnej strony wzgórza niż miasto) były nieregularne okopy, odcinające półwysep w widłach Sambry i Mozeli. Kolejnym dziełem obronnym był samodzielny Fort Wilhelm, zbudowany przez Menno van Coehoorna, oddzielony od cytadeli głębokim wąwozem (brak połączenia tych dwóch dzieł okazał się zgubny podczas oblężenia w 1692 r., kiedy to atakujący Francuzi byli w stanie odciąć fort i zmusić go do kapitulacji). Za wąwozem była linia murów z bastionami, nad którą górowało kolejne umocnienienie, dzieło koronowe, także o wysokich i murowanych skarpach, mur z wieżami i wreszcie, samym szczycie, średniowieczny zamek. Wadą tego kompleksu umocnień było to, że leżały zbyt blisko siebie i nie posiadały obszernych schronów-kazamat. Cytadela wraz ze swymi zewnętrznymi dziełami tworzyła obóz warowny, który mógł służyć do bazowania armii.
Ostatnie przebudowy cytadeli miały miejsce w okresie 1815–1830, gdy Holendrzy umacniali granice wyznaczone przez kongres wiedeński. Pod koniec XIX w. cytadela straciła główną rolę obronną na rzecz pierścienia fortów twierdzy Namur, ale jej wyższe części służyły wciąż jako koszary i centrum dowodzenia twierdzą aż do II wojny światowej. Ostatecznie wojsko opuściło cytadelę w 1977 roku i pozostaje ona zabytkiem i obiektem muzealnym.
Cytadela i miasto były obiektem licznych operacji wojskowych:
- oblężenia w 1692, gdy dowodzący w Forcie Wilhelma Menno van Coehoorn został wzięty do niewoli przez komenderującego stroną francuską Sébastien de Vaubana[8]
- oblężenia w 1695, gdy Menno van Coehoorn odbił twierdzę z rąk francuskich[9]
- Oblężenia w 1746, podczas wojny o sukcesję austriacką[10]
- krótkiego oblężenia na początku I wojny światowej

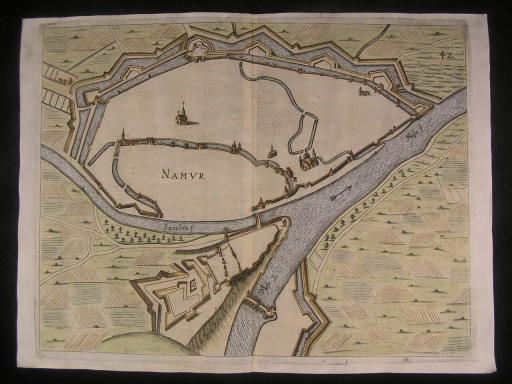
Miasto i cytadela na mapie z 1673 r. Widoczne umocnienia zamku, wału bastionowego i dzieła koronowego
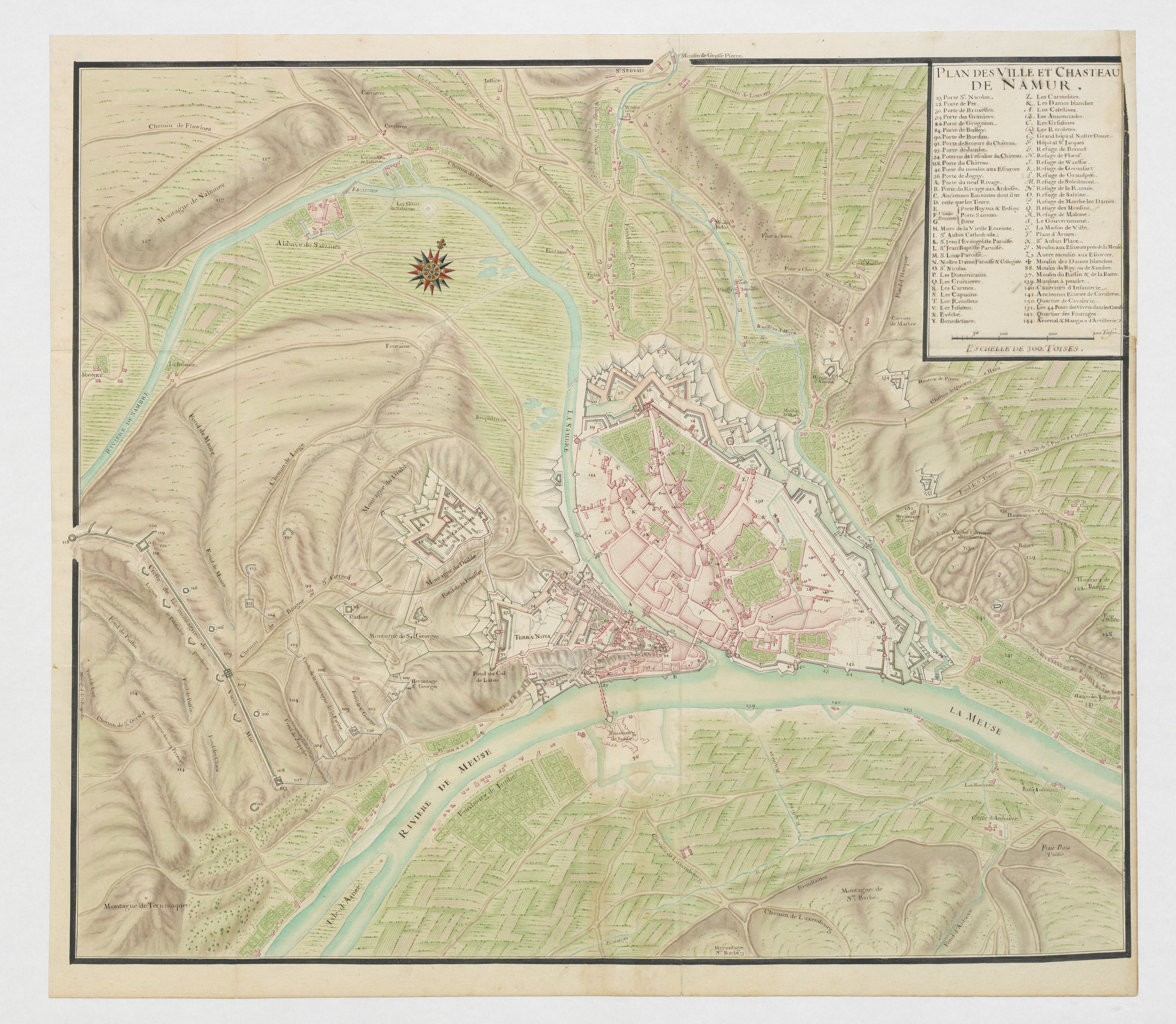
Plan fortyfikacji z 1693 r. po rozbudowie przez Francuzów; widoczna linia zewnętrznych okopów i szańców, Fort Wilhelm (Fort Guillaume) i cytadela właściwa. Przed rozbudowanymi wałami miasta dodatkowe francuskie lunety i reduty
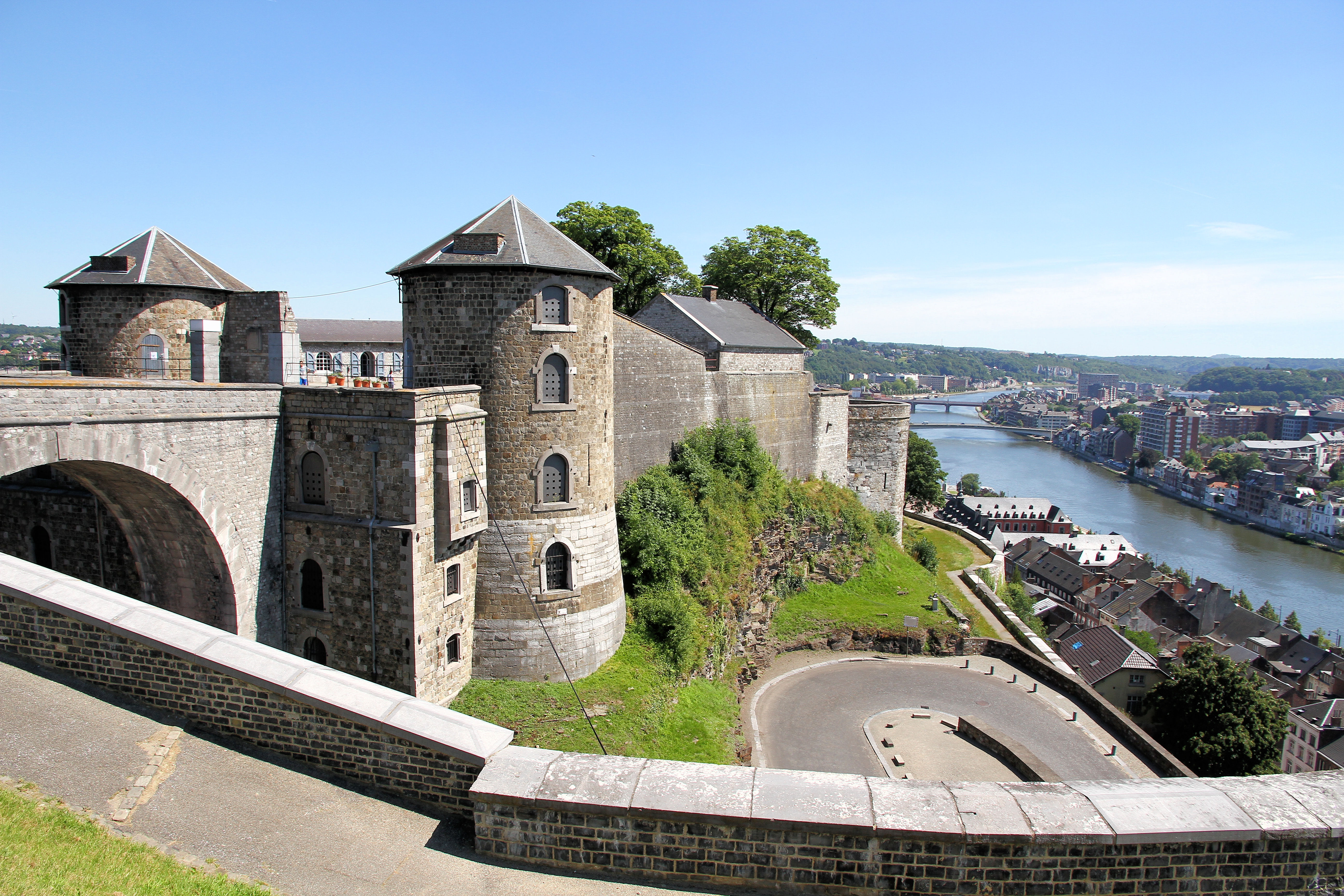
Zachowane (przebudowane) mury średniowiecznego zamku
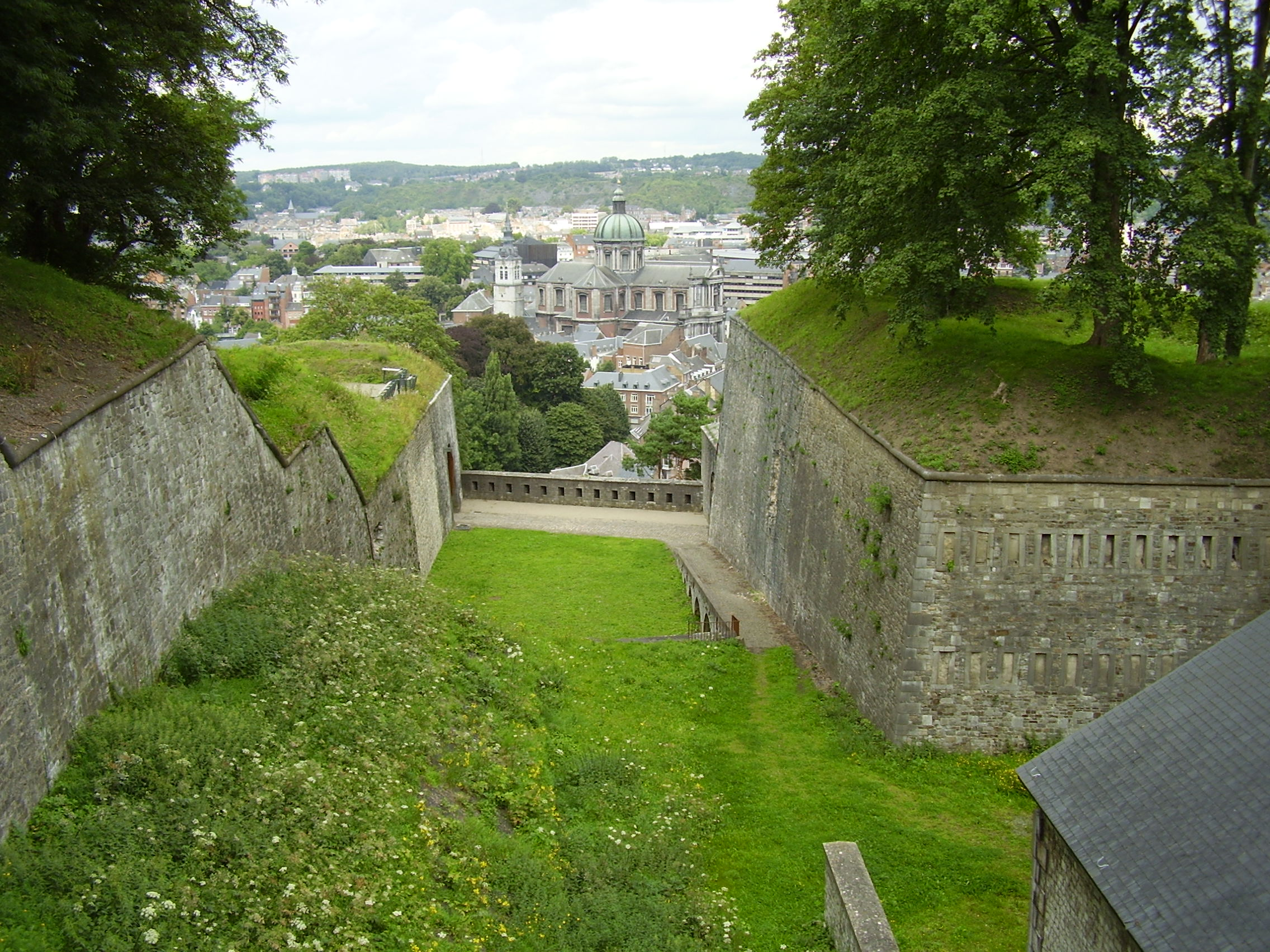
Widok na miasto przez fosę fortyfikacji bastionowych